# Ludersdorf-Wilfersdorf
Ludersdorf-Wilfersdorf – gmina w Austrii, w kraju związkowym Styria, w powiecie Weiz. Według danych Austriackiego Urzędu Statystycznego liczyła 2217 mieszkańców (1 stycznia 2015).